# Fireball (альбом)
Fireball — пятый студийный альбом британской рок-группы Deep Purple. Записан в период с сентября 1970 до июня 1971 года, выпущен лейблом Harvest Records 9 июля 1971 года в США и 1 сентября того же года в Великобритании.
По сравнению с Deep Purple in Rock, этот альбом записан в более экспериментальном стиле. AllMusic назвал его одним из четырёх важнейших альбомов группы, наряду с Machine Head, In Rock и Burn. В 2015 году сайт Ultimate Classic Rock поставил Fireball на 4-е место рейтинга лучших работ Deep Purple.

## Об альбоме
Альбом записывался в De Lane Lea Studios (как и его предшественник), а также в Olympic Studios (располагавшую оборудованием для 16-канальной записи). Иэн Пейс экспериментировал со звуком — он ходил вне студии с малым барабаном и колотил в него, отмечая изменения звука; в результате барабанная установка была расположена в коридоре. Его знаменитый двойной ритм в песне «Fireball» появился, когда Иэн одолжил дополнительный бас-барабан у Кита Муна из группы The Who, которая записывалась в той же студии, и оставил на какое-то время свою ударную установку.
Партия Лорда на пианино «No One Came» была замедлена, затем ускорена на плёнке, реверсирована и перегружена в случайном порядке. Прифанкованая партия Блэкмора в «No No No», вероятно, навеяна Шугги Отисом (которым, по словам Гловера, вдохновлялся в те времена Ричи). Основой для «I’m Alone» (не вошедшей в альбом) послужил инструментал «Grabsplatter», записанный в ходе сессий In Rock; трек записали всего за час и свели к 5 часам утра.
Иэн Гиллан, в отличие от остальных членов группы, считает данный альбом классикой Deep Purple, отмечая его значение для последующего успеха группы:

«Причина, по которой Fireball является моим любимым альбомом того периода, заключается в том, что без Fireball мы никогда не смогли бы сделать Machine Head. Machine Head, вероятно, был первым альбомом, который был действительно успешным в огромном мировом масштабе».

Тем не менее, он заметил, что включение в альбом «Anyone’s Daughter» (в стиле кантри и с шутливой лирикой) было весёлой, но ошибкой («A good bit of fun, but a mistake»). Джон Лорд выделял несколько треков альбома, такие как «No No No» и «Fools», и особенно отметил игру Пейса в заглавной композиции.
В американскую, канадскую и японскую версии винилового релиза альбома вместо «Demon’s Eye» был включён трек «Strange Kind of Woman», выпущенный синглом в феврале 1971 года и поднявшийся до восьмого места в британских чартах. В первую неделю было продано 20 000 копий. Основа «Strange Kind of Woman» возникла в ходе двухнедельных репетиций в деревушке Вэлкомб, Девоншир, в декабре 1970 года; впоследствии её было решено выпустить синглом вместо «Freedom», отправившейся в архив.

## Список композиций
Авторы песен Джон Лорд, Ричи Блэкмор, Иэн Пейс, Роджер Гловер, Иэн Гиллан.
1. «Fireball[англ.]» — 3:25
2. «No No No» — 6:54
3. «Strange Kind of Woman» — 4:05 (США, Канада, Япония) / «Demon’s Eye» — 5:21 (Европа)
4. «Anyone’s Daughter» — 4:43
5. «The Mule[англ.]» — 5:23
6. «Fools» — 8:21
7. «No One Came» — 6:28

### Бонус-треки издания к 25-летнему юбилею альбома
1. «Strange Kind of Woman» (a-side сингла, ремикс ’96) — 4:07
2. «I’m Alone» (b-side сингла) — 3:08
3. «Freedom» — 3:37
4. «Slow Train» — 5:38
5. «Demon’s Eye» (ремикс ’96) — 6:13
6. «The Noise Abatement Society Tapes» — 4:17
7. «Fireball» (первый дубль; инструментал) — 4:09
8. «Backwards Piano» — 0:56
9. «No One Came» (ремикс '96) — 6:24

## Участники записи
- Иэн Гиллан — вокал;
- Ричи Блэкмор — гитара;
- Джон Лорд — клавишные;
- Роджер Гловер — бас-гитара;
- Иэн Пейс — ударные.

## Позиции в хит-парадах
Годовые чарты:
| Год  | Хит-парад                | Позиция |
| ---- | ------------------------ | ------- |
| 1971 | Италия (FIMI)            | 16      |
| 1971 | ФРГ (Offizielle Top 100) | 42      |
|      |                          |         |
| 1972 | ФРГ (Offizielle Top 100) | 6       |

## Сертификации
| Регион                                                      | Сертификация | Продажи  |
| ----------------------------------------------------------- | ------------ | -------- |
| Нидерланды (NVPI)                                           | Золотой      | 50 000^  |
| США (RIAA)                                                  | Золотой      | 500 000^ |
| Швеция (GLF)                                                | Золотой      | 25 000   |
| ^ Данные о тиражах приведены только на основе сертификации. |              |          |

## Дополнительные факты
- В период репетиций для нового альбома Ричи Блэкмор со своей подружкой Венди начали практиковать сеансы «чёрной магии», доводя остальных членов группы до исступления. Однажды он ночью выломал топором дверь в номер Роджера Гловера, потому что тот отказался одолжить ему распятие для очередного «ритуала», в результате чего Гловер погнался за ним с ножкой от стула[17].
- Диск оказал большое влияние на будущего барабанщика группы Metallica Ларса Ульриха. Когда ему было около 10 лет, он посетил концерт Deep Purple и купил эту пластинку[27].